# Плутоний-238
Плуто́ний-238 (англ. plutonium-238) — радиоактивный нуклид химического элемента плутония с атомным номером 94 и массовым числом 238. Является первым открытым изотопом плутония. Был открыт в 1940 году Гленом Сиборгом, Дж. Кеннеди, Артуром Валем и Э. М. Макмилланом в результате бомбардировки урана-238 дейтронами:
{\displaystyle \mathrm {^{238}_{92}U} (\mathrm {d} ,\mathrm {2n} )\mathrm {^{238}_{93}Np} \ {\xrightarrow[{2,117\ \mathrm {d} }]{\beta ^{-}\ 1,292\ \mathrm {MeV} }}\ \mathrm {^{238}_{94}Pu} .}
Период полураспада плутония-238 составляет 87,7(1) года. Плутоний-238 является практически чистым альфа-излучателем. Активность одного грамма этого нуклида составляет приблизительно 633,7 ГБк.
Один грамм чистого плутония-238 генерирует приблизительно 0,567 Вт мощности.

## Образование и распад
Плутоний-238 образуется в результате следующих распадов:
- β−-распад нуклида 238Np (период полураспада составляет 2,117(2)[2] суток):

{\displaystyle \mathrm {^{238}_{93}Np} \rightarrow \mathrm {^{238}_{94}Pu} +e^{-}+{\bar {\nu }}_{e};}
- β+-распад нуклида 238Am (период полураспада составляет 98(2)[2] мин):

{\displaystyle \mathrm {^{238}_{95}Am} \rightarrow \mathrm {^{238}_{94}Pu} +e^{+}+\nu _{e};}
- α-распад нуклида 242Cm (период полураспада составляет 162,8(2)[2] суток):

{\displaystyle \mathrm {^{242}_{96}Cm} \rightarrow \mathrm {^{238}_{94}Pu} +\mathrm {^{4}_{2}He} .}
Распад плутония-238 происходит по следующим направлениям:
- α-распад в 234U (вероятность ≈100 %[2], энергия распада 5 593,20(19) кэВ[1]):

{\displaystyle \mathrm {^{238}_{94}Pu} \rightarrow \mathrm {^{234}_{92}U} +\mathrm {^{4}_{2}He} ;}
энергия испускаемых α-частиц 5 456,3 кэВ (в 28,98 % случаев) и 5 499,03 кэВ (в 70,91 % случаев).
- Спонтанное деление (вероятность 1,9(1)⋅10−7 %)[2];

## Получение
Плутоний-238 образуется в любом ядерном реакторе, работающем на природном или малообогащённом уране, содержащем в основном изотоп 238U. При этом происходят следующие ядерные реакции:
{\displaystyle \mathrm {^{238}_{92}U} (\mathrm {n} ,\mathrm {2n} )\mathrm {^{237}_{92}U} \ {\xrightarrow[{6,75\ \mathrm {d} }]{\beta ^{-}\ 518,6\ \mathrm {keV} }}\ \mathrm {^{237}_{93}Np} ;}
{\displaystyle \mathrm {^{235}_{92}U} (\mathrm {n} ,\gamma )\mathrm {^{236}_{92}U} (\mathrm {n} ,\gamma )\mathrm {^{237}_{92}U} \ {\xrightarrow[{6,75\ \mathrm {d} }]{\beta ^{-}\ 518,6\ \mathrm {keV} }}\ \mathrm {^{237}_{93}Np} ;}
{\displaystyle \mathrm {^{237}_{93}Np} (\mathrm {n} ,\gamma )\mathrm {^{238}_{93}Np} \ {\xrightarrow[{2,117\ \mathrm {d} }]{\beta ^{-}\ 1,292\ \mathrm {MeV} }}\ \mathrm {^{238}_{94}Pu} .}
Весовые количества чистого плутония-238 получают путём облучения нейтронами нептуния-237, который, в свою очередь, добывают из отработанного ядерного топлива.
Цена одного килограмма плутония-238 составляет примерно 2,5 млн долларов США.

## Применение
Плутоний-238 используют в радиоизотопных источниках энергии (например, в РИТЭГах). Ранее (до появления литиевых батарей) использовались в кардиостимуляторах.
США использовали РИТЭГ-и с плутонием-238 на примерно 30 космических аппаратах НАСА, включая «Вояджеры» и «Кассини». Так, космический аппарат «Кассини» содержал три РИТЭГ-а с 33 килограммами диоксида плутония-238, которые обеспечивали генерацию 870 ватт электрической мощности. Марсоходы «Кьюриосити» и "Персеверанс" несут РИТЭГ-и MMRTG с 4,8 кг плутония-238, обеспечивающие 125 Вт электрической мощности. Кроме электрической генерации, РИТЭГ-и своим тепловыделением поддерживают тепловой баланс космических аппаратов и роверов. Также, в аппаратах "Соджорнер", "Спирит" и "Опортьюнити" использовались радиоизотопные источники тепла размером с гальванический элемент типоразмера D для поддержания теплового режима работы электронной аппаратуры, в том числе и цифровых вычислительных машин. Также, атмосферный зонд автоматической межпланетной станции  "Галилео" обладал подобными источниками тепла.    

## Производство
В США производство изотопа плутония-238 было остановлено в 1988 году (Саванна Ривер). Министерство энергетики США подписало в 1992 году пятилетний договор о покупке изотопа у России в объёме 10 кг и возможностью увеличения поставок не более чем до 40 кг. В рамках договора заключалось несколько контрактов, соглашение продлевалось. В 2009 году поставки были прерваны из-за реструктуризации российской ядерной промышленности.
Начиная с 1993 года, большинство РИТЭГов на американских космических аппаратах используют изотоп, приобретаемый у России. По состоянию на 2005 год было закуплено примерно 16,5 кг.
В 2009 Министерство энергетики США запросило финансирование на возобновление производства изотопа на территории США. Стоимость проекта оценивалась в 75—90 миллионов долларов за пять лет Финансирование проекта разделено между Министерством энергетики и NASA. Конгресс предоставил NASA по 10 миллионов в 2011 и 2012 годах, но отказал в финансировании Министерству энергетики.
В 2013 году Национальная лаборатория Оук-Ридж (штат Теннеси) начала производство плутония-238 с проектной мощностью в 1,5—2 килограмма изотопа в год.